# Matija Bilban
Matija Bilban, slovenski rimokatoliški duhovnik, * 21. februar 1863, Zapoge, † 13. januar 1937, Duluth, Minnesota, Združene države Amerike.

## Življenje in delo
Po končani ljudski šoli je 1883 odšel v Ameriko, študiral v St. John's College, Collegeville, Minnesota in bil učitelj na ljudskih šolah v državi Minnesota. Leta 1892 je končal študij bogoslovja v St. Thomas Seminaryju, bil posvečen ter postal semeniščni duhovnik, leta 1893 je prišel v Tower, Minnesota, kot pomočnik misijonarja in duhovnika J.F. Buha, po letu 1895 je oskrboval razne misijone v duluthski in marquetski škofiji, postavil ali dokončal cerkve po slovenskih naselbinah Iron Mountain, Michigan, Eveleth, Sparta, Virginia in Biwabik, Minnesota, postal 1903 župnik slovenske župnije v Evelethu, kjer je 1909 sezidal novo slovensko cerkev sv. Družine. 